# ホクスンの銀製胡椒入れ
ホクスンの銀製胡椒入れ（ホクスンのぎんせいこしょういれ 英: Empress Pepper Pot）は、西暦400年頃、ローマ属領時代の調味料入れで、部分的にメッキが施してある。1992年の11月にイギリスのホクスンで見つかったホクスンの財宝と呼ばれる貴金属製品の1つである。底部に胡椒の出る量を調節する仕組みがある。
女性の上半身をかたどり、中空の銀の像の底の蓋をあけて、細かく挽いた胡椒や香辛料を入れる。胡椒を挽く機構はない代わりに、回転式の板状の蓋は3つの区画に分かれ、中身を詰める大きめの穴、中身を振り出す細かい穴が並んだ区画と、蓋をする区画を使い分ける。
胡椒は当時のローマ帝国では貴重品で、1ポンド（約45g）は兵士の2週間分の給料に等しかった。
胡椒入れが作られた当初は金箔が全体に施されていた。
現在は大英博物館に展示されている。
2010年にはBBCラジオ4の番組「100の品物でめぐる世界の歴史」（en:A History of the World in 100 Objects）に40番目の品物として取り上げられた。